# Yodobashi Camera
Yodobashi Camera Co. Ltd. (株式会社ヨドバシカメラ, Kabushiki Gaisha Yodobashi Kamera) est l'une des plus grandes chaînes de magasins d'électronique au Japon (家電量販店, kaden ryōhanten). L'entreprise compte actuellement 21 magasins[Quand ?].

## Histoire
- 1960 - Commence son activité sous le nom Fujisawa Shashin Shokai
- 1974 - Changement de nom pour Yodobashi Camera Co. Ltd.
- 1975 - Ouverture du premier magasin à Shinjuku Nishiguchi
- 1989 - Création de la carte de fidélité Yodobashi Point Card
- 1998 - Ouverture du site Internet
- 2005 - Ouverture du megastore à Akihabara

## Magasins

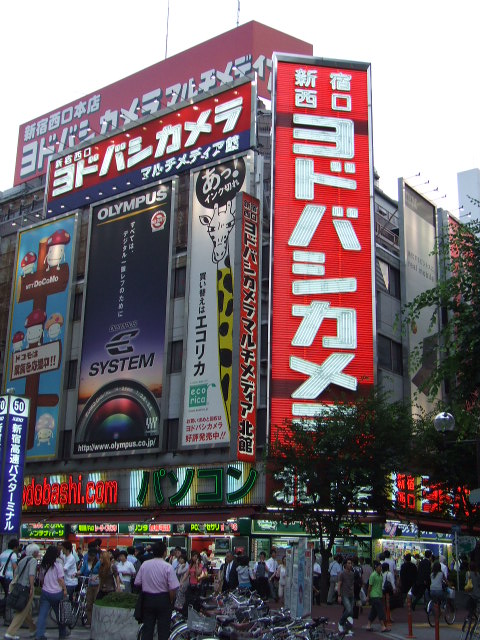
Yodobashi Shinjuku Nishiguchi Store à Tokyo

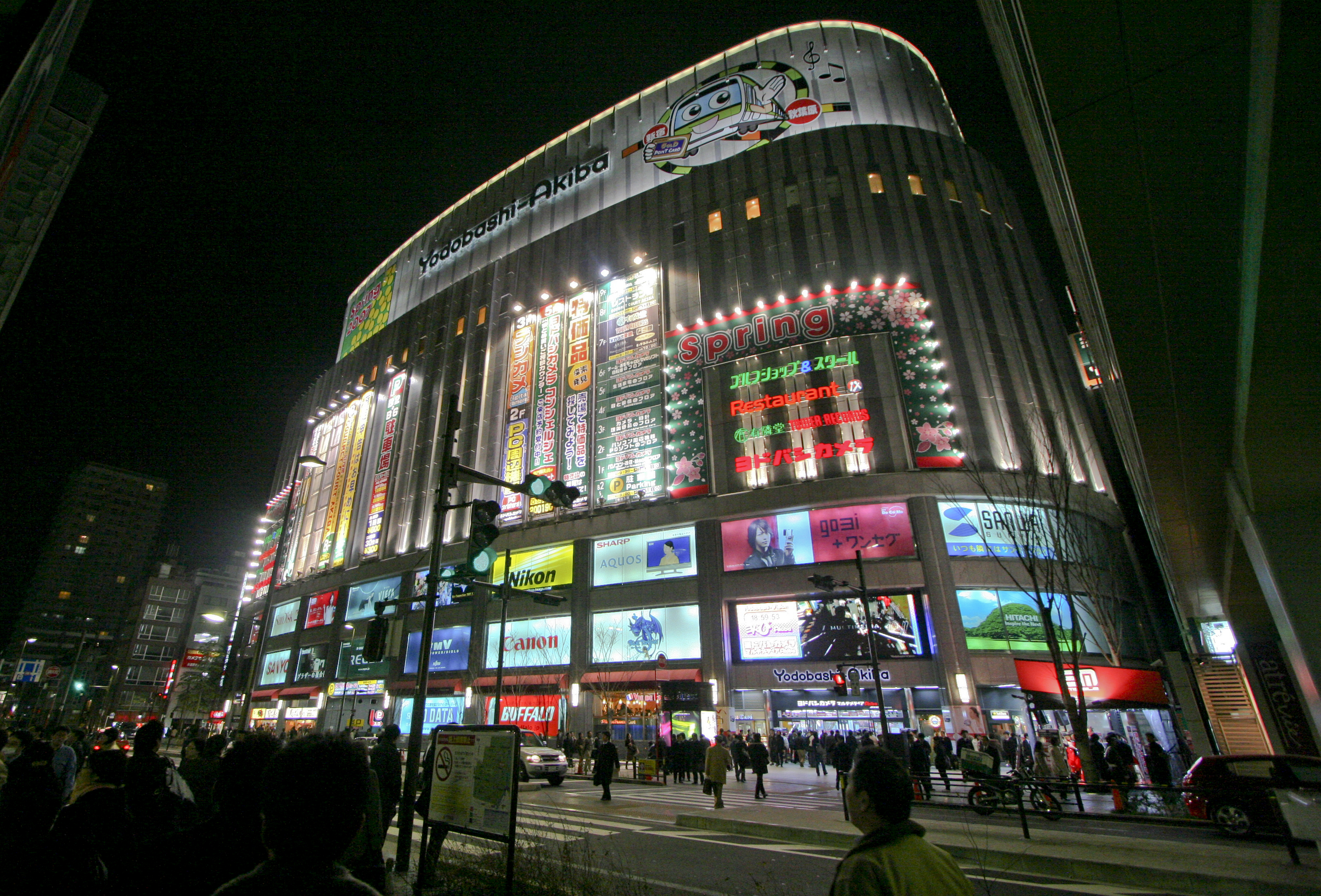
Yodobashi Akiba à Tokyo

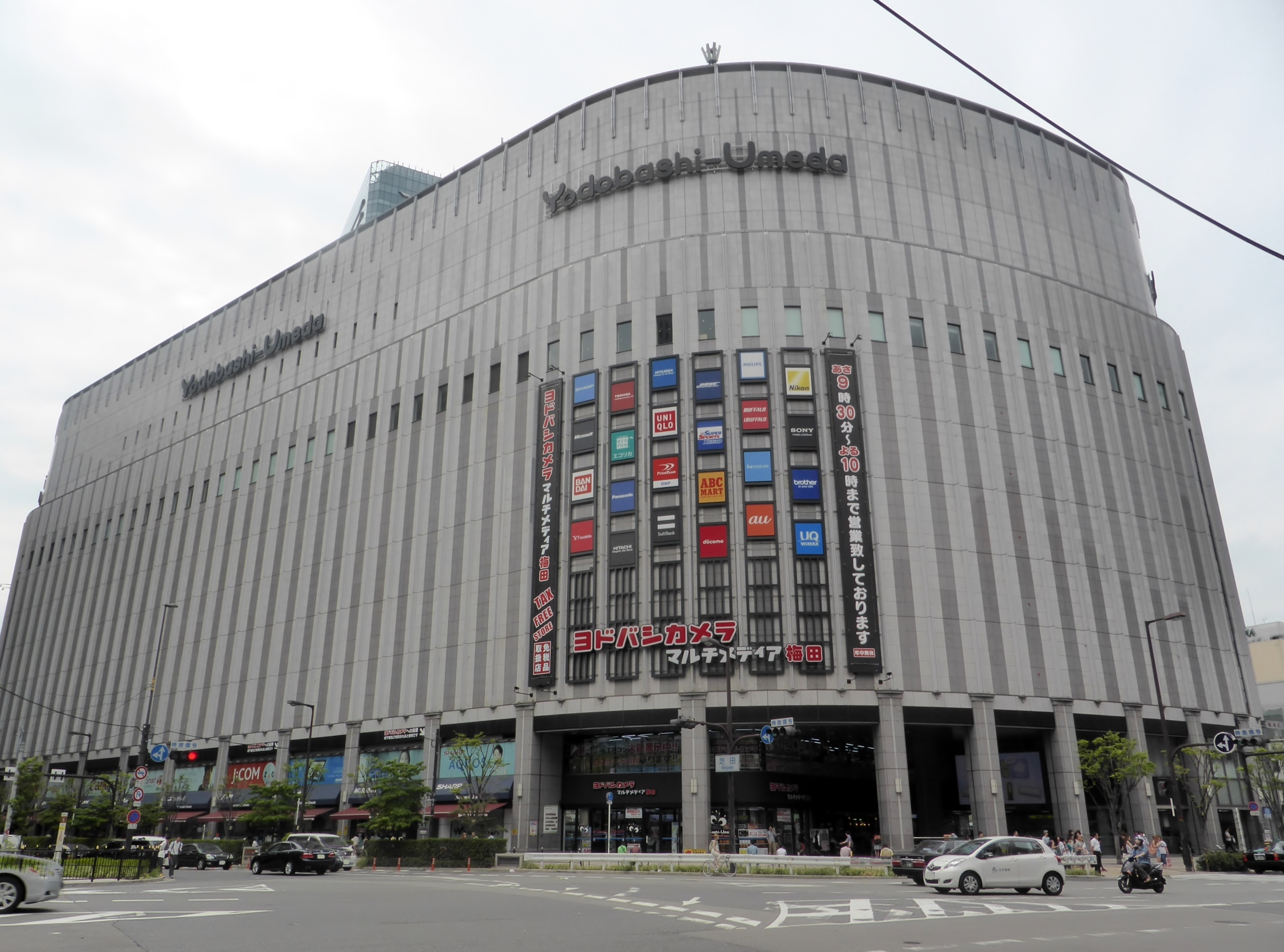
Yodobashi Umeda à Osaka

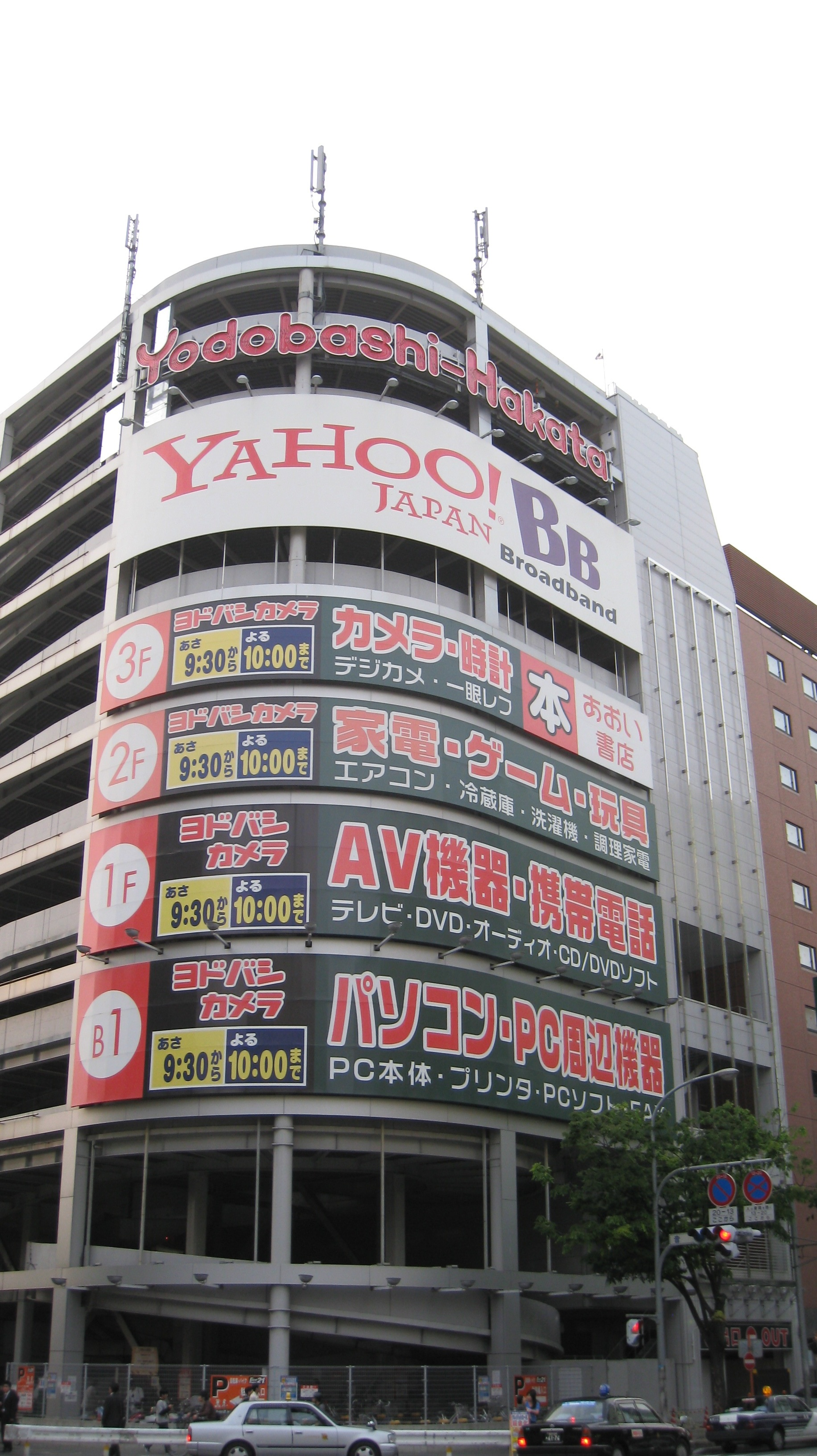
Yodobashi Hakata à Fukuoka

- Shinjuku Nishiguchi Honten (Station West Entrance magasin principal)
- Multimedia Shinjuku Higashiguchi (Station East Entrance)
- Multimedia Akihabara (Yodobashi Akiba)
- Multimedia Ueno
- Multimedia Kichijōji (Yodobashi Kichijōji)
- Hachiōji
- Multimedia MachidaMachida
- Multimedia Kinshichō
- Multimedia Kawasaki Le FRONT
- Yodobashi Outlet Kawasaki
- Multimedia Yokohama (Yodobashi Yokohama)
- Multimedia Keikyu Kami-Ōoka
- Chiba
- Multimedia Utsunomiya
- Multimedia Sapporo
- Multimedia Sendai
- Multimedia Kōriyama
- Niigata
- Multimedia Kyoto (Kyoto Yodobashi)
- Multimedia Umeda (Yodobashi Umeda)
- Multimedia Hakata (Yodobashi Hakata)